# Amet-han Sultan
Amet-han Sultan (Alupka, Krím, 1920. október 20. – 1971. február 1.) többszörösen kitüntetett krími tatár ászpilóta, kétszeres Szovjetunió Hőse. Apja lak származásának köszönhetően sikerült elkerülnie a deportálást 1944. májusban, amikor a teljes krími tatár népességet kitelepítették, jóllehet nem volt hajlandó az irataiban kijavíttatni a nemzetiségét krími tatárról lakra. A második világháború után berepülőpilótaként dolgozott Moszkvában, és 96 különböző repülőgéptípust vezetett, mielőtt légi balesetben elhunyt volna egy módosított Tu–16 bombázó kipróbálása során. Nevét utcák, iskolák, repülőterek őrzik Ukrajnában és Oroszországban, és múzeumot rendeztek be emlékére.

## Családja és pályafutásának kezdete
1920. október 20-án, az oroszországi polgárháború idején született Alupkában, a Krímben, amely akkoriban a rövid életű Dél-Oroszország államhoz tartozott. Anyja krími tatár, apja lak nemzetiségű volt. 1937-ben elvégezte a középiskolát, majd a Szimferopol melletti vasutas iskolában tanult, majd szerelőként dolgozott a vasúti depóban. Emellett a Zavodszke repülőtéren működő repülős klubba is járt, ahol repülős képesítést szerzett 1938-ban. 1939. februárban belépett a Vörös Hadseregbe, és további képzésre küldték a gatcsinai pilótaképző iskolába. Itt 1940-ben végzett, és a 122. vadászrepülő-ezredbe osztották be. Amet-han neve néha gúnyolódásra késztette társait, de ő maga gyakran tréfát űzött a nevével, mondván „Én magam vagyok a kán és a szultán is.” Barátai és családja többnyire Amet-hannak nevezték, nem Sultannak.

## A második világháborúban
Amikor 1941-ben a Német birodalom megtámadta a Szovjetuniót, Amet-han a 4. vadászrepülő-ezred pilótája volt, és azonnal a frontra küldték, ahol elavult Polikarpov I-153 gépekkel kellett védekezniük a Don melletti Rosztov felett. 1942 telén súlyos veszteségek után az ezredet átképezték, és megtanították nekik az újabb Hawker Hurricane kezelését. 1942. márciusban az ezredet Jaroszlavl védelmére osztották be, és itt érte el Amet-han első légi győzelmét 1942. május 31-én. Miután kifogyott a lőszerből, repülőjével harcolt egy Junkers-88 ellen, nekiment a bal szárnyának, és felfelé repülve levágta a szárnyat. Sikerült ejtőernyővel kiugrania az égő repülőgépből és kisebb sérülésekkel földet érnie. Egy tanyán landolt, ahol egy munkás vasvillát szegezett rá, mert Luftwaffe-pilótának vélte, de Amet-han megmutatta neki a Vörös Csillag-rendjét, úgyhogy tisztelettel bántak vele, és megvizsgálták a helyet, ahol a gépek lezuhantak. A Ju 88 két pilótáját a falusiak azonosították, amíg Amet-han pihent. Amet-han éjszakára a tanyán maradt, hogy helyrejöjjön, ahol meglátogatta az ezred politikai tisztje, felébresztette, és gratulált a sikeres támadáshoz. Rövid kórházi tartózkodás után visszatért repülni az ezredéhez. A bombázóról kiderült, hogy felderítésen volt, így a repülő feláldozása csak kisebb veszteséget jelentett a szovjet légierőnek. A győzelemért egy órát kapott ajándékba Jaroszlavl főterén, utóbb pedig Lenin-renddel tüntették ki.

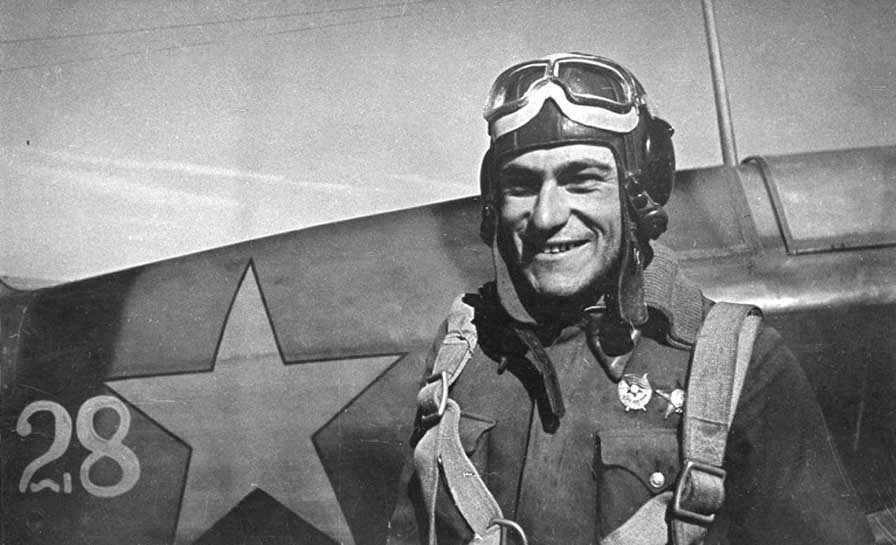
Amet-han Sultan és a Jak–7 Sztálingrádnál

1942 nyarán Amet-han további kilenc légi győzelmet aratott, a legtöbbet Voronyezs feletti csoportos repülések során. Augusztusban Sztálingrádba vezényelték át, ahol egy Jak–7B-vel repült. A sztálingrádi csata során győzelmeinek száma gyorsan növekedett, és áthelyezték a rangos 9. vadászrepülő-gárdaezredhez, amelyet úgy szerveztek át, hogy csak ászpilóták legyenek benne. Ebben az ezredben szolgált Mihail Baranov, a korszak legsikeresebb szovjet ászpilótája és Ligyija "Lilja" Litvjak, az első női ászpilóta is. 1942. augusztusban Sztálingrád felett Amet-hannak ismét ejtőernyővel kellett kiugrania a repülőjéből, miután az általa vezetett Jak–7B-t lelőtték. 1942. novembertől a háború végéig a 9. vadászrepülő-gárdaezred 3. századának parancsnoka volt.
Miután átképezték a P–39 Airacobra repülőgépre, 1943-ban a Don melletti Rosztov felett harcolt, és súlyos küzdelemben vett részt Kubán felett a Taganrog, Melitopol és a Krím feletti uralom megszerzéséért folytatott hadjáratban. 1943. augusztus 24-én a Szovjetunió Hőse címmel tüntették ki a Déli, Brjanszki és Sztálingrádi Front légvédelméhez hozzájáruló sikereiért, valamint a Moldova, Dél-Ukrajna és Jaroszlavl felett aratott sikereiért.
1944. május 18–20. között, nem sokkal azután, hogy a szovjetek visszaszerezték a Krím feletti ellenőrzést, három napos eltávozást kapott, hogy meglátogassa családját Alupkában. A látogatás alatt tanúja volt a krími tatárok deportálásának, és megtudta, hogy fivérét, Imrant az NKVD körözi. Amíg ő életét kockáztatta a német megszállók kiűzéséért a Krímből, Imrant azzal gyanúsították, hogy beállt a német kisegítő rendőrségbe. A németek által elfoglalt Krímben röpcédulákat dobtak le, amelyek Amet-han Sultan németekkel szemben elért győzelmeit írták le; a röpcédulák miatt a Gestapo felkutatta a pilóta szüleit, hogy kivégezze őket. Csak Imran jelenléte a Schutzmannschaftban mentette meg a szülőket. A deportálás alatt egy NKVD-tiszt ment be a család házába, hogy kényszerítse Amet-hant és szüleit az áttelepülésre, de ők ellenálltak. Amet-han azt állította magáról, hogy a Szovjetunió Hőse, és ezt igazolta a jelen levő Pavel Jakovlevics Golovacsov is. Ekkor az NKVD-tiszt elkezdte kérdezgetni Amet-hant a származása felől, és úgy döntött, hogy gyakorlatilag dagesztáni, és csak a krími tatárokra vonatkozik a deportálás. Az NKVD folytatta a krími tatárok deportálását, és Amet-han anyját a gyűjtőpontra küldték, de a légierő helyszínen tartózkodó tagjai – Amet-han barátai – meggyőzték a tisztet, hogy az asszony és közvetlen családja kivételnek számítanak, mert a nő lak férje miatt nem számít krími tatárnak. Így Amet-han szüleit nem telepítették ki Üzbegisztánba. Imrant 1946-ban elítélték, de a szűkebb család tagjait nem érintette a kollektív büntetés. Ettől még a háború idejére el kellett hagyniuk a Krímet, de több időt kaptak az előkészületekre, és Üzbegisztán helyett Dagesztánba kerültek.
Miután tanúja volt az erőszakos kitelepítésnek, Amet-han visszatért ezredéhez, és továbbra is kitüntette magát a csatákban. A háború későbbi szakaszában egy La–7-tel repült, Königsberg, Berlin és Kelet-Poroszország felett. A königsbergi csata során ezredével együtt a Normandia-Nyeman ezredhez tartozó francia pilótákkal repült. Königsberg felett Amet-han megmentette egy bajtársa életét. Harmincadik egyéni és egyben utolsó légi győzelmét a Berlin-Tempelhof repülőtér közelében aratta 1945. április 29-én. A különböző hadjáratokban tanúsított kiválóságáért 1945. június 29-én másodszor is a Szovjetunió Hőse lett. A háború alatt összesen 30 egyéni és 19 megosztott légi győzelmet ért el, 603 bevetést teljesített, és 150 légi csatában vett részt.

## A háború után

### Berepülőpilótai pályafutása
A háború után a légierő monyinói akadémiáján tanult, mert a szovjet fegyveres erők legfelsőbb parancsnoka ezt kötelezővé tette minden ászpilóta számára. Minimális középfokú végzettsége miatt azonban nehéznek találta a tanulmányokat, és engedélyt kért az iskola elhagyására, amit 1946-ban meg is kapott. Miután egy időre felhagyott a repüléssel, súlyos depresszióba esett, mivel nem tudta magát a polgári légiforgalom pilótájaként elképzelni. Végül a háború alatt szerzett pilótabarátai, köztük Alekszandr Pokriskin, Alekszej Aleljuhin és Vlagyimir Lavrinyenkov arra biztatták, hogy legyen berepülőpilóta a Repülési Kutatóintézetnél, amit 1947. februárban meg is tett. Gyorsan emelkedett az intézeti ranglétrán, és 1952-ben első osztályú berepülőpilóta lett.
1949. júniusban Amet-han és Igor Seleszt hajtotta végre az első teljesen automatikus légi utántöltést a Szovjetunióban. Ugyanabban az évben Amet-han és Jakov Vernyikov hajtották végre az első repülést a kétüléses I–320-szal. 1951 és 1953 között ő és Szergej Anohin, Fjodor Burcev és Vaszilij Pavlov tesztelte a KSZ–1 Kometa légi indítású, hajók elleni robotrepülőgépet. A tesztek során Amet-han volt az első pilóta, aki földről indította a Kometát 1951. január 4-én, és szintén ő indította először repülőgépről is, ugyanazon év májusában. Az egyik teszt során, miután kioldotta a KSZ–1-et, a motor nem kapcsolt be, de Amet-han ahelyett, hogy azonnal kiugrott volna az ejtőernyővel, többször is megkísérelte az újraindítást, ami végül sikerült is, de majdnem a földbe csapódott, miközben megmentette a prototípust. A KSZ–1 tesztelésben végzett tevékenységéért másodosztályú Sztálin-díjat kapott, miközben a csapatból néhányan az arany csillagot kapták. Amikor Amet-hant harmadszorra jelölték az arany csillagra, Sztálin – aki aláírta a krími tatárok deportálását – dühbe gurult, hogy egy krími tatárnak megengedték, hogy tesztpilóta legyen. Amikor megmondták neki, hogy Amet-han majdnem meghalt a KSZ–1 tesztelése közben, csak hogy megmentse a prototípust, az a döntés született, hogy inkább Vörös Zászló rendet és másodosztályú Sztálin-díjat kapjon, mivel az elképzelhetetlen lett volna, hogy egy krími tatár harmadszor is arany csillagot kapjon, függetlenül az érdemeitől.
Számos olyan tesztet hajtott végre, ami a katonai repülőgépek mentési rendszereihez kapcsolódott, ami kockázatos eljárás volt. Amikor 1958. november 12-én egy MiG–15-tel repült, hogy Valerij Golovin ejtőernyős tesztelni tudja a Szu–7 és Szu–9 repülőgépekhez tervezett katapultülést, a kilökő szerkezet túl korán bekapcsolt, és egy robbanást okozott, ami felszakította az üzemanyagtartályt. A robbanástól a katapultülés leszorította Golovint, a pilótafülke megtelt füsttel és gázzal, rossz látási viszonyokat okozva, miközben a kerozin kezdte betölteni a pilótafülkét. A fenyegető tűz és az ejtőernyős ugrásra képtelen Golovin mellett Amet-han képes volt kényszerleszállást végrehajtani a sérült repülőgéppel, és nem volt hajlandó elhagyni bajtársát még akkor sem, amikor Golovin és a parancsnokuk azt mondták, hogy hagyja el a gépet, és mentse magát.
Tesztpilótaként Jurij Gagarint és más űrhajósokat szállított egy átalakított Tu–104-gyel a súlytalansági gyakorlatokon. Tesztpilótai tevékenységéért 1961. szeptember 23-án a Szovjetunió Érdemes Berepülőpilótája címet kapta. Pályafutása során 96 repülőgép-típust vezetett, és 4327 többlet repülési órát teljesített.
50 évesen hunyt el 1971. február 1-jén egy átalakított Tu–160 vezetése közben. A kabin belsejét átalakították, hogy repülő laboratóriumként működjék, és a repülés során egy új hajtóművet kellett kipróbálni. A baleset oka tisztázatlan, mivel a róla szóló jelentés még mindig titkosítva van. A legénység mind az öt tagja meghalt a balesetben, tiszteletükre emlékművet állítottak, és Amet-hant teljes tiszteletadással temették el a Novogyevicsi temetőben. Temetésén számos híres ember vett részt a Szovjetunióból, köztük a krími tatár jogvédő szervezetek tagjai, háborús veteránok, tábornokok, tesztpilóták.

### Magánélete
1944 nyarán, amikor Moszkvában az új La–7-re képezték ki, megismerte Faina Makszimovna Danyilcsenkót, akivel 1952-ben házasodtak össze. Két fiuk született. Faina a veszélyek miatt ellenezte, hogy férje tesztpilótaként dolgozzon, de ő nem volt hajlandó megválni a munkájától.

### Politikai szerepvállalása
Amet-han egyike volt az elsőknek a Szovjetunióban, akik nyilvánosan kérték a krími tatárok rehabilitálását és visszatérési jogát. A Szovjetunió Kommunista Pártja több Krímben élő tagjával együtt aláírt egy a Kommunista Párt Központi Bizottságának címzett petíciót, de kérésüket elutasították, annak ellenére, hogy Hruscsov elítélte a deportálásokat, és megadta a visszatérés jogát a többi deportált népcsoportnak, beleértve a csecseneket és a karacsájokat. Amet-han nem élte meg, hogy a krími tatárok hazatérhessenek; ez csak a peresztrojka idején történt meg. Utolsó éveiben számos krími tatár aktivistával és vezetővel találkozott Moszkvában és Szamarkandban.

## Emlékezete

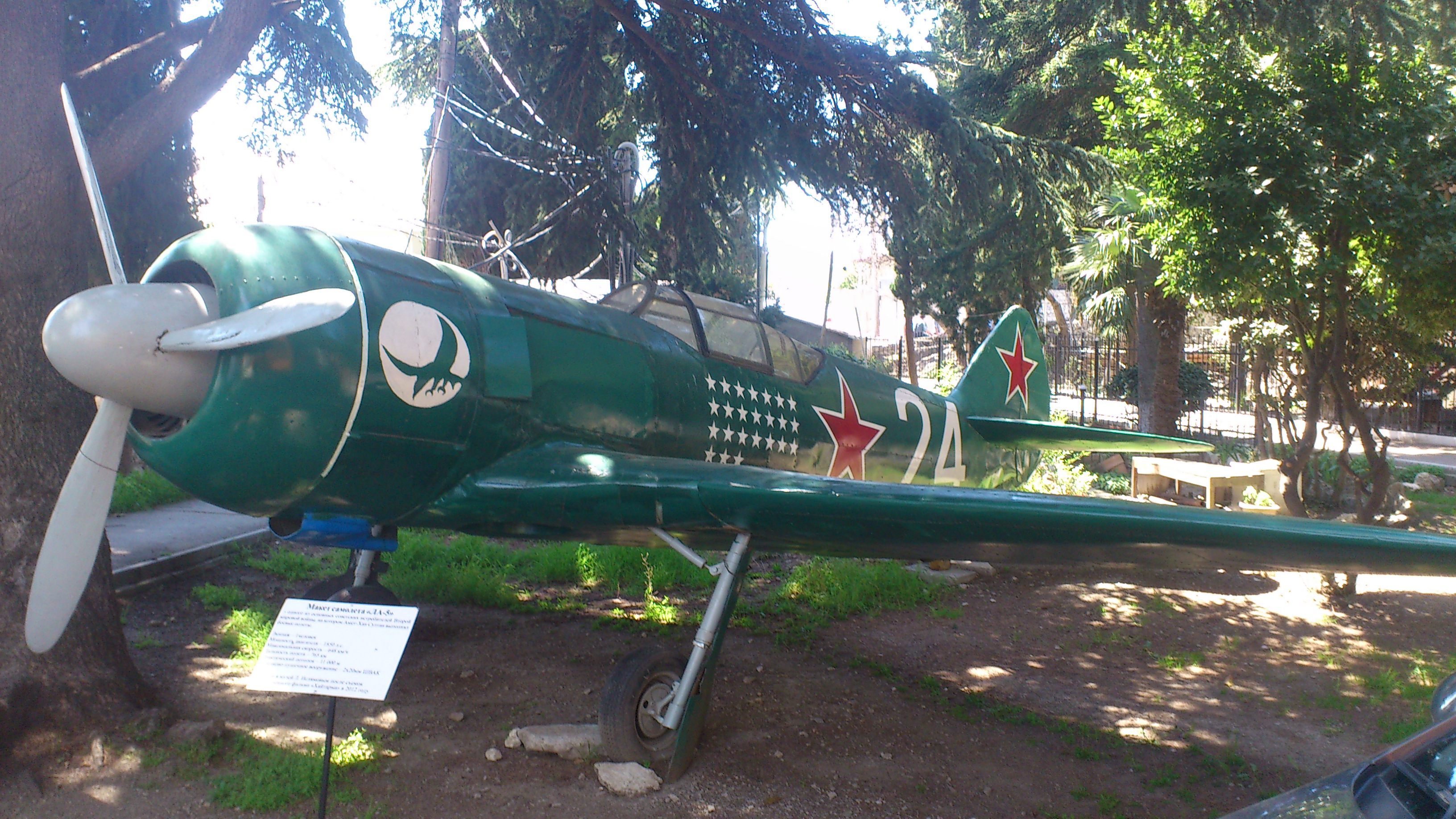
Amet-han La–5-ösének másolata, rajta egy sassal, az alupkai Amet-han Sultan Múzeumben

1974-ben sírjára szobrot állítottak. 2010-ben emlékművet emeltek a jaroszlavli légi győzelme emlékére, a légi csata helyszíne alatti területen. Ugyanabban az évben a kijevi Dicsőség sétányán mellszobrát helyezték el. Szobrai több helyen megtalálhatók Ukrajnában és Oroszországban olyan városokban mint Alupka, Mahacskala, valamint egy dagesztáni kis faluban. Nevét viseli Szimferopol fő tere, valamint utcák Alupkában, Szudakban, Volgográdban, Zsukovszkijban, Kaszpijszkban, Szakahban és Mahacskalában, valamint a repülőklub, ahol tanult, egy kisbolygó, egy repülőtér, több iskola és egy hegycsúcs Dagesztánban.
Amet-han a főhőse a 2013-ban készült krími tatár nyelvű Qaytarma (Visszatérés) című filmnek.

### Emlékezetének „tatártalanítása”
Annak ellenére, hogy Amet-han Sultan ikonikus krími tatár hős volt, és részt vett a krími tatárok jogaiért küzdő mozgalomban, és az összes hivatalos dokumentumban tatárnak tüntette fel magát, nem pedig laknak vagy dagesztáninak, számos próbálkozás történt halála után, hogy dagesztáninak címkézzék, és eltüntessék krími tatár identitását; ez része volt a Krím tatártalanításának. A nekrológok a „dagesztáni nép hős fia”-ként írták le, holott soha életében nem állította, hogy dagesztáni lenne, hanem nyíltan krími tatárnak vallotta magát. Élete során többször mondták neki, hogy változtattassa meg személyi igazolványában a nemzetiségét, de a csekisták és kollégái állandó nyomásgyakorlása ellenére sem tagadta meg krími tatár identitását. 2016-ban a Dagesztáni Köztársaság megalapította az Amet-han Sultan-érmet; és róla nevezték el Dagesztánban az ujtasi repülőteret annak ellenére, hogy a krími tatár szervezetek ismételten kérték az orosz kormányt, hogy ehelyett a szimferopoli repülőteret nevezzék el róla. Amet-han nem Dagesztánban született, nem is ott nevelkedett, és Dagesztán egyik nyelvét sem beszélte.

## Kitüntetései és elismerései
- Kétszeres Szovjetunió Hőse (1943. augusztus 24. és 1945. június 29.)
- Szovjetunió Érdemes Berepülőpilótája(wd) (1961. szeptember 23.)
- Sztálin-díj(wd) második osztály (1953. február 3.)
- Három Lenin-rend (1942. október 23., 1943. február 14., 1943. augusztus 24.)
- Négy Vörös Zászló érdemrend (1942. július 31., 1943. október 13., 1945. április 20., 1953. február 3.)
- Alekszandr Nyevszkij-rend(wd) (1943. október 13.)
- Honvédő Háború érdemrendje első osztály (1945. január 20.)
- Vörös Csillag-rend(wd) (1941. november 5.)
- Méltóság Érdemrendje(wd) (1961. július 31.)[27][12]

## Légi győzelmeinek listája
A repüléstörténészek nagy többsége szerint Amet-han Sultan 30 egyéni és 19 megosztott légi győzelmet ért el.
| Dátum                | Típus      | Ellenséges repülőgép | Vezetett repülőgép |
| -------------------- | ---------- | -------------------- | ------------------ |
| 1942. május 31.      |            | Ju 88                | Hawker Hurricane   |
| 1942. július 6.      | megosztott | Bf 109               | Hawker Hurricane   |
| 1942. július 6.      | megosztott | Bf 109               | Hawker Hurricane   |
| 1942. július 8.      | megosztott | Bf 109               | Hawker Hurricane   |
| 1942. július 8.      | megosztott | Bf 109               | Hawker Hurricane   |
| 1942. július 8.      | megosztott | Bf 109               | Hawker Hurricane   |
| 1942. július 8.      | megosztott | Bf 109               | Hawker Hurricane   |
| 1942. július 9.      | megosztott | Bf 109               | Hawker Hurricane   |
| 1942. július 10.     | megosztott | Bf 109               | Hawker Hurricane   |
| 1942. július 21.     | egyéni     | Bf 109               | Hawker Hurricane   |
| 1942. július 21.     | megosztott | Bf 109               | Hawker Hurricane   |
| 1942. július 21.     | megosztott | Bf 109               | Hawker Hurricane   |
| 1942. július 21.     | megosztott | He-113               | Hawker Hurricane   |
| 1942. július 23.     | megosztott | Ju-87                | Hawker Hurricane   |
| 1942. augusztus 23.  | egyéni     | Bf 109               | Jak–7              |
| 1942. szeptember 2.  | egyéni     | Bf 109               | Jak–7              |
| 1942. szeptember 3.  | egyéni     | Bf 109               | Jak–7              |
| 1942. szeptember 7.  | egyéni     | Bf 109               | Jak–7              |
| 1942. szeptember 8.  | megosztott | Bf 109               | Jak–7              |
| 1942. szeptember 9.  | megosztott | Ju-88                | Jak–7              |
| 1942. szeptember 11. | megosztott | Ju-88                | Jak–7              |
| 1942. szeptember 14. | megosztott | FW-189               | Jak–7              |
| 1942. szeptember 14. | megosztott | Ju-88                | Jak–7              |
| 1942. szeptember 14. | megosztott | Bf 109               | Jak–7              |
| 1942. szeptember 15. | megosztott | Bf 109               | Jak–7              |
| 1942. szeptember 15. | egyéni     | Bf 109               | Jak–7              |
| 1942. december 13.   | egyéni     | He-111               | Jak–1              |
| 1943. március 21.    | egyéni     | Bf 109               | Jak–1              |
| 1943. március 25.    | egyéni     | Ju-87                | Jak–1              |
| 1943. március 25.    | egyéni     | Bf 109               | Jak–1              |
| 1943. július 22.     | egyéni     | He-111               | Jak–1              |
| 1943. július 24.     | egyéni     | He-111               | Jak–1              |
| 1943. augusztus 20.  | egyéni     | Ju-87                | P–39 Airacobra     |
| 1943. augusztus 20.  | egyéni     | Ju-87                | P–39 Airacobra     |
| 1943. augusztus 21.  | egyéni     | Ju-88                | P–39 Airacobra     |
| 1943. augusztus 21.  | egyéni     | He-111               | P–39 Airacobra     |
| 1943. október 2.     | egyéni     | Ju-88                | P–39 Airacobra     |
| 1943. október 6.     | egyéni     | Bf 109               | P–39 Airacobra     |
| 1943. október 10.    | egyéni     | Ju-87                | P–39 Airacobra     |
| 1944. február 8.     | egyéni     | Ju-88                | P–39 Airacobra     |
| 1944. március 13.    | egyéni     | Bf 109               | P–39 Airacobra     |
| 1944. március 22.    | egyéni     | Ju-52                | P–39 Airacobra     |
| 1944. április 24.    | egyéni     | FW-190               | P–39 Airacobra     |
| 1945. január 14.     | egyéni     | FW-190               | La–7               |
| 1945. január 16.     | egyéni     | FW-190               | La–7               |
| 1945. január 16.     | egyéni     | FW-190               | La–7               |
| 1945. január 18.     | egyéni     | FW-190               | La–7               |
| 1945. április 13.    | egyéni     | Bf 109               | La–7               |
| 1945. április 29.    | egyéni     | FW-190               | La–7               |

## Fordítás
Ez a szócikk részben vagy egészben  az   Amet-khan Sultan című angol Wikipédia-szócikk ezen változatának fordításán alapul.  Az eredeti cikk szerkesztőit annak laptörténete sorolja fel. Ez a jelzés csupán a megfogalmazás eredetét és a szerzői jogokat jelzi, nem szolgál a cikkben szereplő információk forrásmegjelöléseként.